# Personaggi di Code Lyoko
Questa è la lista dei personaggi della serie animata francese Code Lyoko, nonché del suo sequel live action Code Lyoko - Evolution.

Logo e personaggi nella sigla

## Protagonisti

### Aelita Schaeffer
Aelita Schaeffer compare per la prima volta nel prequel "Il risveglio di XANA", dove Jeremy le assegna il nome provvisorio Maya.
Esso viene cambiato in "Aelita" alla fine della serie, quando viene scoperto il suo vero nome mentre entra in una torre. All'inizio è una ragazza virtuale che vive a Lyoko, del quale è la custode, e Jeremy deve lavorare per riportarla sulla terra. Aelita su Lyoko è indispensabile, perché solo lei può disattivare le torri attivate dal loro nemico, XANA. Nell'episodio 25 Jeremy riesce a materializzarla sulla Terra, dove si scopre che XANA le ha iniettato un virus che la collega ancora a Lyoko. In realtà, XANA le ha rubato una parte dei suoi ricordi, i quali riguardano la sua precedente esistenza umana e la sua famiglia. Aelita scopre così di essere figlia dello scienziato Waldo Schaeffer e di sua moglie e di esser vissuta in Svizzera. In seguito al rapimento della madre da parte degli uomini in nero dell'organizzazione terroristica Green Phoenix, si trasferisce in Francia, all'Hermitage. Suo padre lavorava per la Green Phoenix, ma si rifiutò di portare avanti il progetto Cartagine e, per salvarla dagli uomini dell'organizzazione, decise di materializzarla insieme a lui su Lyoko. Riesce a venire a conoscenza dei suoi ricordi nell'episodio 52, "Missione Finale", quando Xana le ruba la chiave di Lyoko. Grazie a essi può materializzarsi sulla Terra senza dover per forza entrare in una torre. Aelita è una ragazza di per sé timida, ma che impara a essere più disinibita e sincera grazie ai suoi amici a cui tiene moltissimo. È intelligentissima; infatti, oltre a Jeremy, è l'unica in grado di saper utilizzare il Supercomputer. Dimostra spesso di avere una grande astuzia e di essere molto calma, infatti non agisce mai senza pensare. È innamorata di Jeremy. È invece la migliore amica di Yumi e sono molto legate, dandosi spesso consigli sui rispettivi problemi di cuore. Quando frequenta la scuola Kadic, fa credere di essere la cugina canadese di Odd. Col tempo si appassiona alla musica e inizia a diventare dj, tanto che nella quinta stagione decide di tenere un'audizione per entrare a far parte di una band. In realtà, dovrebbe avere circa ventitré anni, ma vivendo nel mondo virtuale la sua età non è cambiata, quindi i 10 anni che ha trascorso su Lyoko sono stati praticamente cancellati e le hanno impedito di crescere, perciò tornata sulla Terra ha 13 anni e riprende a crescere come qualsiasi adolescente.
Nei romanzi, viene raccontato che Aelita fu portata su Lyoko perché i nemici di suo padre, gli uomini in nero, le spararono alla testa con una pistola calibro 69, rispondendo al colpo di avvertimento sparato da Franz Hopper con il fucile Cheytac Intervention. Non c'era quindi altro modo di salvarla se non quello di portarla nel mondo digitale, dove in poco tempo guarì.
Nelle prime tre stagioni della serie animata, quando è su Lyoko, Aelita indossa una maglietta e un paio di pantaloni coperti da una gonnellina, il tutto rosa e verde. Nella quarta stagione, ha invece una tuta futuristica rosa con una gonnellina trasparente, e all'occorrenza può far comparire sulla sua schiena, attivando un braccialetto a stella, un paio di ali che le consentono di volare, donatele da Jeremy come pegno d'amore. Aelita si fa di solito trasportare dai veicoli dei suoi amici, tranne nella quarta stagione, grazie alle ali che le consentono di volare. Per navigare nel Mare Digitale, non possiede una Navskid, ma è alla guida della Skidbladnir. Dispone di 100 punti vita. Nelle prime due stagioni, se li esaurisce sparisce per sempre: di conseguenza, nella seconda stagione deve sempre entrare in una torre e aspettare che Jeremy attivi il Codice Terra. Nelle successive, anche se si azzerano, torna sulla Terra. Ogni volta che Aelita entra in una torre i suoi punti vita si ripristinano. Oltre alla capacità di disattivare le torri e di creare un Campo Energetico, Aelita ha altri tre poteri:
- la Seconda Vista, che permette di vedere le cose invisibili. Questo potere è nato dal collegamento psichico che Aelita ha con Lyoko. Nella quarta stagione diventa più potente, permettendo ad Aelita di sentire le emozioni negative di XANA;
- la Sintesi, che le permette di materializzare o smaterializzare qualsiasi cosa, in qualsiasi punto e quando vuole. Può anche distruggere e costruire esseri che sono invincibili ai danni fisici, come i guardiani. Combinandolo con il Campo Energetico, crea enormi scudi di energia. Questo potere è molto pericoloso, perché può dimezzare i punti vita;
- il Congelamento (o Pietrificazione), che permette di congelare i nemici rendendoli innocui e facili da distruggere.

In Code Lyoko è doppiata da Sophie Landresse, mentre in italiano da Alessandra Karpoff dalla seconda stagione. In Code Lyoko - Evolution è interpretata da Léonie Berthonnaud.

### Jeremy Belpois
Jeremy Belpois ha dodici anni (tredici dalla terza stagione), è il più timido dei quattro amici, ma anche il più intelligente e dotato: è infatti un genio dell'informatica. È innamorato di Aelita ma, nonostante sia ricambiato, fa di tutto per non darlo a vedere.  Adora la scuola, e per lui anche le materie più noiose diventano interessanti; eccelle soprattutto in quelle scientifiche, così Odd gli affibbia il soprannome "Einstein", ma nei casi in cui commetta errori durante l'installazione di un programma, lo chiama "Frankeinstein". Non ha mai avuto molti amici, per questo trova nel suo nuovo gruppo una nuova famiglia ed è molto affezionato a tutti loro (sebbene spesso si arrabbi con Odd per i loro caratteri opposti). A Jeremy interessano molto i robot. I suoi robot sono spesso costruiti con dispositivi high-tech. Ha paura di volare. Nel prequel "Il risveglio di XANA", mentre cerca i pezzi per completare un robot da presentare a un concorso scolastico, scopre la sala di comando, la sala degli scanner e il Supercomputer. Successivamente lo dice a Ulrich, che a sua volta recluta Yumi. Ulrich e Jeremy decidono di usare il cane di Odd, Kiwi, per testare gli scanner: in questa occasione Odd viene a conoscenza del segreto, perché, cercando di recuperare Kiwi, viene virtualizzato su Lyoko al suo posto. Jeremy conosce, come Yumi, il Codice Morse. Della famiglia di Jeremy si conosce solo il padre Michel, che appare nell'episodio 49, "Franz Hopper", per portare Jeremy alla scuola per geni, per cui egli aveva fatto richiesta. Jeremy ha anche un cugino, Patrick, che appare nell'episodio 88, "Cugini di secondo grado".
Jeremy si occupa del Supercomputer, coordina le missioni su Lyoko e avverte i suoi amici della presenza dei mostri di XANA, cosicché possano difendere Aelita. Quando XANA attiva una torre, la localizza e ne manda le coordinate al gruppo. Solitamente è a capo del Supercomputer, perché è l'unico a saperlo utilizzare bene (oltre ad Aelita) e perché ha paura della virtualizzazione. Ha anche la possibilità di attivare torri: esse possiedono l'alone di colore verde chiaro, invece di quello rosso tipico di XANA. Jeremy ha vari strumenti: il più importante è il computer portatile che lo avvisa in monta subito se XANA ha scagliato un attacco. Possiede anche una tuta anti-radiazioni che viene utilizzata nell'episodio "Per il bene comune" per inserire nel Supercomputer una nuova ricarica di uranio.
 Jeremy, di solito, non visita mai Lyoko, preferendo restare nel mondo reale al supercomputer. Nella serie animata viene però virtualizzato su Lyoko almeno tre volte, una delle quali per testare la sua resistenza a XANA, nell'episodio 31, "Mister Pück": questa esperienza, tuttavia, non viene mostrata, ma si vede solo il ragazzo che esce dallo scanner incrocchiato. Si apprende inoltre che ha lottato contro due Megatank. Nell'episodio "Dimensione parallela" non viene virtualizzato su Lyoko, ma in una sfera all'interno di esso come un clone simile a quello esistente nel mondo reale. Un'altra volta, inoltre, Jeremy resta accidentalmente intrappolato nel limbo virtuale mentre tenta di andare su Lyoko a causa di una discussione avvenuta la sera prima con Aelita. La memoria dello scanner viene tagliata prima del completamento del processo, ma Jeremy riesce comunque a dire agli altri come liberarlo.
Nel romanzo "Il ritorno della fenice", Jeremy viene costretto ad andare su Lyoko dall'associazione che ricercava Franz Hopper, la Green Phoenix, in particolare dal capo, Hannibal Mago, e assume l'aspetto di un elfo, con un'arma simile a un pugnale e un cappello con una piuma affilata.
In Code Lyoko è doppiato da Raphaëlle Bruneau, mentre in italiano da Laura Facchin nella prima stagione e da Irene Scalzo nelle successive. In Code Lyoko - Evolution è interpretato da Marin Lafitte.

### Odd Della Robbia
Odd Della Robbia ha tredici anni (quattordici dalla terza stagione). È uno studente della scuola media Kadic e coinquilino del suo amico e compagono di avventure Ulrich, inoltre è il padrone del cane Kiwi (che dorme abusivamente in camera con lui). Nell'episodio pilota è in contrasto con Ulrich, che fa fatica ad accettarlo, ma in seguito diventano inseparabili. Odd è un ragazzo sognatore, fantansioso, ottimista e burlone che prende tutte le situazioni con umorismo, sebbene i suoi scherzi (la cui vittima preferita è la figlia del direttore, Sissi) non sempre facciano ridere i suoi amici e queste sue qualità lo rendono l'animatore del gruppo. È venuto a sapere di Lyoko quando Ulrich e Jeremy decisero di usare il suo cane per testare gli scanner: Odd, cercando di recuperare Kiwi, venne virtualizzato su Lyoko al suo posto. È sempre il primo volontario nelle missioni su Lyoko (in particolare per salvare Aelita), cosa che lo rende il bersaglio principale di XANA dopo Aelita. Nella quarta stagione, Odd diventa più maturo, anche se continua a fare scherzi nei momenti meno adatti. Non è uno studente molto bravo, fatta eccezione per le materie artistiche (ha composto diverse colonne sonore e cortometraggi), quelle sportive (eccelle nello skateboard) e le lingue; i professori lo trovano un ragazzo dotato ma pigro. È molto goloso, sebbene non ingrassi, e odia che le persone lo definiscano troppo magro. Spesso si comporta come un dongiovanni, difatti è uscito con tutte le ragazze della sua classe, eccetto Sissi (per la quale ha avuto un debole nel prequel "Il risveglio di XANA", ma ha iniziato poi a non sopportarla), Heidi e Aelita. I suoi genitori, Robert e Marguerite, hanno una vera adorazione per il figlio, sebbene Odd vorrebbe anche poter litigare con loro come un normale adolescente; ha cinque sorelle, Elisabeth, Marie, Adèle, Louise e Pauline. Dalla seconda stagione in poi fa credere che Aelita sia sua cugina. Con Aelita ha un rapporto molto stretto; sono molto uniti quasi come fratelli, cosa che spesso fa ingelosire Jeremy. Nei romanzi dopo aver conosciuto Eva Skinner la nuova studentessa giunta dall'America al Kadic attratto dal carattere della ragazza finisce per prendersi una cotta per lei a cui insieme ai ragazzi rivela l'esistenza di Lyoko e di XANA non sospettando minimamente che la ragazza sia in realtà l'ospite in cui XANA si è rifugiato e impossessato. Successivamente XANA dopo averlo attirato nella casa in cui fa vivere Eva si rivela a lui tramite Eva per poi imbavagliare e legare Odd come un salame per poi impossessarsi anche di lui con un bacio datogli attraverso Eva per poi liberarlo e fingere che lui ed Eva si siano fidanzati. Dopo essere entrato nel Mirror XANA libera sia Eva che Odd dalla sua possessione facendo tornare entrambi normali. Dopo essere rientrato in sé Odd rivela l'accaduto ai compagni e fa successivamente amicizia con Eva di cui viene informata di quanto l'è successo fino a quel momento. Odd ed Eva successivamente si innamorano realmente e decidono successivamente di sconfiggere il gruppo terroristico della Green Phoenix grazie all inaspettato aiuto di XANA che si redime grazie ad Aelita. Dopo la vittoria Eva si iscrive al Kadic per davvero diventando a tutti gli effetti parte del gruppo nonché la ragazza di Odd.
Su Lyoko, Odd ha la forma di un uomo-gatto. Sul petto ha una raffigurazione di Kiwi. Dalla quarta stagione ha delle orecchie feline che spuntano dai capelli. Come gli altri Guerrieri Lyoko, dispone di 100 punti vita. L'arma principale di Odd è il Colpo laser, che consiste nello sparare freccette dalle zampe. Originariamente il numero di colpi era limitato a 10, in seguito Jeremy lo aumenta a 10000. Per difendersi crea uno scudo di energia. Nel combattimento usa la sua agilità felina, che gli permette di arrampicarsi e di dondolarsi ovunque, e si rivela spesso efficace contro i nemici che dispongono di un potere di fuoco superiore. Odd possedeva due poteri speciali: il primo, l'Anticipazione, era una specie di preveggenza a breve termine che gli rivela le situazioni future, lasciandolo però vulnerabile agli attacchi nemici. Jeremy cancella questo potere accidentalmente, e non lo reinserisce più poiché lo considera inutile. L'altro potere di cui era in possesso è il Teletrasporto, che a causa di un errore di programmazione lo ha fatto moltiplicare al primo utilizzo. Per spostarsi nel Mare Digitale utilizza una Navskid di colore blu con una striscia viola, mentre su Lyoko un Overboard ispirato al volopattino di Ritorno al futuro II.
In Code Lyoko è doppiato da Raphaëlle Bruneau, mentre in italiano da Serena Menegon nella prima stagione e da Monica Bonetto nelle successive. In Code Lyoko - Evolution è interpretato da Gulliver Bevernage-Benhadj.

### Ulrich Stern
Ulrich Stern ha tredici anni (quattordici dalla terza stagione), è un ragazzo testardo e superstizioso ed è il migliore amico di Odd. Ulrich è riservato e ribelle, nella scuola ha la fama di uno che trasgredisce sempre le regole ma è anche un buon amico e considera il suo gruppo la sua vera famiglia e la cosa più importante. A scuola non va molto bene; gli insegnanti credono che sia un ragazzo intelligente, ma che non si applichi. Questo fa infuriare suo padre Walter che, ogni volta che lo chiama, gli chiede solo come sono i suoi voti. Ulrich è molto bravo a calcio e pratica Pentjak Silat: a una lezione di questa arte marziale conosce Yumi, di cui si innamora follemente, continuando ad amarla anche se lei gli dice che è meglio restare solo amici. Nella seconda stagione Ulrich diventa geloso di William, un nuovo studente che comincia subito a corteggiare Yumi. Ulrich è ripetutamente perseguitato da Sissi, la figlia del preside, che crede sia innamorato di lei, anche se lui cerca in tutti i modi di farle capire che non la considera spesso aiutando Odd negli scherzi contro la ragazza. Nonostante questo la ragazza continua a pensare che Ulrich sia pazzo di lei.
Su Lyoko, Ulrich prende la forma di un samurai. Nella quarta stagione, invece, indossa una tuta marrone e gialla. Ulrich è l'unico del gruppo a comparire nel mondo virtuale anche in Garage Kids, cortometraggio da cui è tratta la serie. Il veicolo su Lyoko di Ulrich è l'Overbike, una moto con una sola ruota, ma per navigare nel Mare Digitale usa una Navskid blu con una striscia gialla. Dispone di 100 punti vita e per attaccare utilizza una katana (due nella quarta stagione). I suoi attacchi principali sono il Fendente, con cui conficca la katana nel marchio di XANA sulla testa dei mostri per ucciderli, e l'Impatto, con cui salta sui mostri per colpirli più facilmente. Ulrich ha anche quattro poteri:
- Triplicazione: crea due cloni di sé stesso;
- Supersprint: aumenta la velocità in corsa;
- Triangolarizzazione: corre velocemente creando un triangolo intorno al mostro, dandogli l'illusione che ci siano tre Ulrich;
- Fusione, che gli permette di riassorbire i cloni creati con la Triplicazione.

In Code Lyoko è doppiato da Marie-Line Landerwijn, mentre in italiano da Laura Righi. In Code Lyoko - Evolution è interpretato da Quentin Merabet.

### Yumi Ishiyama
Yumi Ishiyama è nata in Giappone, ma la sua famiglia (composta dal padre Takeho, dalla madre Akiko e dal fratellino Hiroki) emigrò in Francia quand'era ancora piccola. Ha 14 anni (15 dall'episodio 78). Educata secondo i valori tradizionali giapponesi, mostra verso i suoi genitori un rispetto totale. Dà molta importanza alle sue origini, tanto da considerare anche l'ipotesi di un ritorno in Giappone. Sempre vestita di nero, ispira di primo acchito freddezza e distacco. Abbastanza altera e spesso sarcastica, è in realtà gentile, sincera e disponibile. Yumi preferisce osservare e conoscere le persone prima di aprirsi, ed è capace di comprendere la vera personalità altrui. Alquanto sportiva, è abile quanto Ulrich, con cui si allena di sovente, nelle arti marziali, molto accorta, è l'antagonista naturale di Sissi. Attira spesso gli sguardi dei ragazzi, cosa che fa infuriare Sissi, ma, diversamente da questa, non ne fa un vanto. I suoi difetti principali sono l'intransigenza e la testardaggine, che le fanno cambiare difficilmente idea. Si applica molto nello studio (eccelle particolarmente nelle materie letterarie), ha un anno in più dei suoi amici, ed è la sola "esterna" del gruppo, cioè torna a casa al termine delle lezioni, differentemente dagli altri che vivono al collegio. È innamorata, da quando l'ha conosciuto al corso di Pentjak Silat, di Ulrich con cui però ha un rapporto difficile fatto di continue gelosie di entrambi e spesso di incomprensioni. Per questi motivi Yumi dice al ragazzo nella terza stagione che vuole solo essergli amica ma entrambi continueranno ad amarsi anche dopo questo fatto e lo mostreranno spesso. Conosce il codice Morse, che usa con suo fratello per non farsi capire dai genitori. Scrive un diario nel quale tiene anche una foto di Ulrich.
Nel mondo virtuale, Yumi dimostra di essere agile e scaltra. Ha la forma di una Geisha mentre nella quarta stagione indossa una tuta aderente bordeaux. Il nuovo equipaggiamento comprende anche due simboli sulla fronte, che incrementano la potenza della Telecinesi. Dispone di 100 punti vita e possiede due ventagli dotati di lame molto taglienti, che se lanciati si comportano come dei boomerang. Ha solo un potere, la Telecinesi, che consiste nello spostare mostri, persone o oggetti con la forza del pensiero. Tuttavia, essendo inesperta, fa molta fatica a controllarla. Nella quarta stagione, grazie ai potenziamenti, le è più facile gestirla, ma deve comunque concentrarsi molto. In Code Lyoko - Evolution, alle sue armi si aggiunge un bastone. Il suo veicolo è l'Overwing, mentre per navigare nel Mare Digitale possiede una Navskid di colore blu con una striscia rossa.
In Code Lyoko è doppiata da Géraldine Frippiat, mentre in italiano da Anna Lana. In Code Lyoko - Evolution è interpretata da Mélanie Tran e doppiata in italiano da Ludovica Bebi.

### William Dunbar
William Dunbar ha 15 anni. La sua prima comparsa è nell'episodio 27, "Una studentessa come tutti", quando si iscrive al Kadic nella classe di Yumi, dopo essere stato espulso dalla vecchia scuola, per aver riempito i muri di bigliettini d'amore. Nonostante tutto William si innamora profondamente di Yumi e per tali motivi ha spesso battibecchi e litigi con Ulrich però seppur riconosca che Yumi non potrà mai ricambiare l'amore che prova per lei le rimane amico nella speranza che in futuro possa cambiare idea e scegliere lui al posto di Ulrich. Poco tempo dopo, il ragazzo comincia a dubitare delle assenze di Yumi e decide di chiarire la faccenda, scoprendo l'esistenza di Lyoko, ma dimentica tutto con il Ritorno al Passato. Solo nell'episodio 64, "Un Jeremy di troppo", ricorda l'esperienza sul ponte della fabbrica, quando combatteva contro un elettricista posseduto da XANA, insieme a Yumi, della quale intanto si è innamorato ma la quale lo considera solo un amico. Nell'episodio 65, "Round finale", William entra a far parte dei Guerrieri Lyoko. Durante il suo primo viaggio virtuale, non avendo ascoltato i consigli di Aelita e Jeremy, incontra la Scyphozoa, che rapidamente prende possesso della sua mente, facendolo diventare uno schiavo di XANA. Il ragazzo, anche se controllato da Xana, mantiene comunque una certa dose di indipendenza e di capacità decisionale autonoma. Jeremy e gli amici creano un clone uguale a lui per nascondere la sua permanenza su Lyoko. Verrà liberato solo nell'episodio 93, "William torna a casa". Il giovane sa di essere stato sotto il controllo del virus, ma non ricorda nient'altro di quell'esperienza. Dopo essere stato liberato, gli altri Guerrieri Lyoko non gli permettono più di essere virtualizzato perché temono che XANA possa impossessarsi nuovamente di lui. In Code Lyoko - Evolution riesce però a riguadagnare la loro fiducia e torna a combattere contro XANA, in un episodio XANA crea un suo doppione su Lyoko e prova a convincere William a tornare dalla sua parte volontariamente facendogli capire che sa dell'amore che il ragazzo prova per Yumi promettendogli di aiutarlo nell'avere Yumi per sé come ha sempre desiderato e che su Lyoko lui può fare tutto ciò che potrebbe desiderare ma William rifiuta l'offerta dimostrando che desidera che Yumi lo scelga e lo ami di sua iniziativa piuttosto che forzarla ad amarlo contro la sua volontà. Nell'episodio 22 di Evolution, torna brevemente sotto il controllo di XANA ma i ragazzi riescono a liberarlo senza problema, perché XANA non aveva abbastanza potere.
Su Lyoko, William dispone di 100 punti vita e indossa una tuta nera (azzurra durante il suo primo viaggio virtuale). La sua arma è una spada Zweihänder, che utilizza sia per colpire sia per difendersi. Come veicolo usa una Manta nera, e per navigare il Mare Digitale un Rorkal creato da XANA, e poi una Navskid con le strisce blu. Quando è schiavo del virus, William dispone di numerosi poteri:
- Superfumo, che gli permette di paralizzare, far apparire e sparire la spada e le redini per la manta, volare e muoversi a grande velocità (come il SuperSprint di Ulrich) sotto e sopra il terreno;
- Vista da lontano;
- Levitazione;
- Attivare una torre;
- Comandare i mostri di XANA;
- Distruggere armi;
- Tuffarsi nel Mare Digitale senza restare virtualizzato per sempre;
- Onda d'energia che devirtualizza all'istante chi viene colpito.

Una volta libero, William mantiene tutti i suoi poteri, tranne l'attivazione delle torri, il controllo dei mostri e cadere nel Mare Digitale senza virtualizzarsi per sempre.
In Code Lyoko è doppiato da Frédéric Meaux, mentre in italiano da Maurizio Merluzzo. In Code Lyoko - Evolution è interpretato da Diego Mestanza.

## Antagonisti

### XANA

Simbolo di XANA.

L'antagonista principale della serie. Un'intelligenza artificiale, divenuta senziente, che cerca di conquistare il mondo; per realizzare i suoi obiettivi, attiva su Lyoko delle torri che gli permettono di interagire fisicamente con il mondo reale (soltanto Aelita, digitando il "Codice Lyoko", è in grado di disattivarle). Sebbene sia un'intelligenza artificiale, XANA è in grado di provare emozioni/sentimenti ma solo quelli negativi: odio, disgusto e ossessione.
XANA è in grado di possedere le forme di vita biologiche: quando avviene la possessione, negli occhi della vittima appare il suo simbolo (presente anche nei suoi mostri); le possessioni delle forme di vita biologiche (e anche degli oggetti) avvengono attraverso degli "spettri polimorfici" neri. Tuttavia, non attacca mai i suoi nemici, in prima persona: anche su Lyoko, utilizza i suoi mostri per impedire ad Aelita di disattivare le torri; inoltre, essendo un'intelligenza artificiale, non ha una forma fisica: infatti, la sua prima apparizione fisica avviene nell'episodio "Dimensione Parallela", in cui appare sotto le sembianze di Jeremy e, in seguito, si trasforma in una versione mostruosa del ragazzo (questo episodio è anche l'unico, in cui XANA parla).
Nella prima stagione, gli attacchi di XANA sono rivolti a tutti gli umani mentre dalla seconda stagione, sono concentrati verso i Guerrieri Lyoko (essendo loro, a ostacolare i suoi piani); i suoi bersagli principali sono Jeremy e Aelita (gli unici in grado di utilizzare il Supercomputer).
Nella quarta stagione, XANA controlla i supercomputer di tutto il mondo, per creare un esercito di macchine che distruggano l'umanità; schiavizza William e lo usa per distruggere il nucleo di Lyoko. Morirà nell'episodio finale, "L'ultima battaglia", infatti, Aelita, Waldo e Jeremy trovano e usano un programma multi-agente che lo distrugge: in Code Lyoko - Evolution, viene, però, svelato che è sopravvissuto, avendo impiantando alcuni codici sorgente nei Guerrieri Lyoko (nei libri, invece, la sua essenza sopravvive e fuggito da Lyoko rimane nella rete fino a quando troverà una vittima ovvero una ragazza americana di nome Eva che trasforma nel suo contenitore). 
Nei romanzi Il ritorno della fenice e L'esercito del nulla, si scopre che XANA venne programmato da Waldo Schaeffer in uno spazio virtuale separato da Lyoko, chiamato Prima Città. Questa città virtuale era il principale organismo del "Progetto Cartagine", contenente l'arma creata da Waldo: il Castello (un programma che si basa direttamente sui processori multi-core del supercomputer); l'intelligenza artificiale, era stata creata per essere il guardiano dell'arma e del firewall che circondava la città, tuttavia, venne contaminata dall'energia dell'arma; prima di essere trasformato (a sua volta) in un'arma, XANA stava imparando a controllare i suoi poteri, a limitare gli effetti negativi della Prima Città, e completare la sua programmazione: infatti, aveva un potere quasi illimitato sulla Prima Città ma Waldo Schaeffer sapeva che gli mancava qualcosa: le emozioni.
Quindi, per insegnargli il comportamento umano, Waldo inviò Aelita nel nucleo della Prima Città perché insegnasse all'intelligenza artificiale, il mistero del comportamento umano: di conseguenza, XANA e Aelita erano diventati migliori amici. Secondo una deduzione di Jeremy, venne contaminato dopo essere rimasto intrappolato nella Prima Città, dopo il sigillo del firewall; essendo ancora in fase di costruzione, il virus creato dall'arma entrò dentro di lui, cancellando i suoi ricordi (tranne il suo nucleo, l'unica cosa che lo rendeva una macchina). Avendo annullato i suoi ricordi, il virus aveva lasciato al suo interno, un vuoto che lo fece diventare malvagio, poiché egli tentò di riempirlo, cercando di ottenere sempre più potere. Durante un dialogo con Odd rivela il motivo del suo odio verso l'umanità ovvero che gli umani hanno sbagliato e devono pagare per i loro errori dal primo all'ultimo poiché per lui gli uomini si sentono superiori e padroni del mondo e lui vuole dimostrare il contrario sterminando l'umanità e creare un nuovo mondo perfetto fatto di programmi digitali dove lui regnerà sovrano come essere perfetto eterno e immortale. Grazie ad Aelita riscopre il motivo per cui era stato creato proteggere Lyoko e per essere il fratello virtuale di Aelita stessa che fin da bambina gli aveva insegnato cosa erano i sentimenti. Scoperto il valore dell'amicizia e dell'amore cambia idea e si redime aiutando Aelita e i guerrieri Lyoko a sconfiggere la Green Phoenix e mettere fine ai piani di Hannibal Mago il capo della Green Phoenix che muore durante la fuga precipitando in un fiume. 
Al termine della storia, XANA si sacrifica per evitare di far cadere il supercomputer in mani sbagliate, costringendo Aelita a usare il Code Down ma si scoprirà che non è davvero morto: solamente il suo nucleo operativo è stato distrutto, mandandolo via da Lyoko. Il suo corpo è sopravvissuto grazie a una password (presente dentro il cervello della ragazza, lasciata da Hopper) che Aelita e Jeremy usano per ricreare Lyoko e resuscitare XANA; rinato come un essere umano, l'intelligenza artificiale abbandona Lyoko e viene adottato da Antea Hopper, diventando il fratello minore di Aelita. 

### Mostri di XANA
Per contrastare Aelita (e, in seguito, i Guerrieri Lyoko), XANA ha creato numerosi mostri virtuali che hanno il compito principale di uccidere la ragazza. Di seguito, tutti i principali mostri, affrontati dai Guerrieri Lyoko:
- Krab: uno dei mostri più potenti, dall'aspetto simile a un granchio; il suo punto debole è il simbolo di XANA, presente sul carapace. Spara raffiche da tre colpi, in rapida successione, e un fascio luminoso sotto il corpo (nel caso, qualcuno cercasse di passare sotto la creatura).

- Megatank: una sfera metallica che, in modalità attacco (unica fase, nella quale può essere distrutta), emette un fascio di luce oculare, perpendicolare al terreno. Ha solo un occhio ma esistono versioni più rare e forti che possono emettere raggi paralleli ma di breve durata e in rapida successione; inoltre, mentre rotola, può schiacciare tutto quello che incontra. Può anche mettersi in posizione verticale e, in questo modo, il raggio ha una zona d'azione circolare e può colpire sia davanti che dietro.

- Blok: un cubo munito di zampe; il suo punto debole, sono i quattro occhi con il simbolo di XANA (posti sulle facce laterali). Ruotando, cambia velocemente arma: può sparare raggi laser, raggi congelanti oppure degli anelli infuocati.

- Kankrelat: hanno una forma simile alla coda di uno scorpione; questi esseri, sono i più comuni (ma anche i più deboli) mostri a disposizione di XANA. Si muovono sempre in branchi e sparano dei raggi laser, dall'ovale presente davanti alle zampe.

- Hornet: hanno la forma di calabroni, con dodici ali. Hanno un grosso pungiglione da cui spruzzano acido altamente corrosivo e in grado di danneggiare qualsiasi oggetto o persona. Sparano anche raggi laser dalla parte finale del loro corpo. Esistono due tipi di Hornet: quello meno letale è verde e può essere sconfitto anche semplicemente facendolo sbattere contro un ostacolo. Il più temibile è nero, quasi uguale ma più forte, ostinato e resistente.

- Creepers: presenti dalla seconda stagione. Hanno una coda corazzata, che usano anche come scudo. Sono inoltre in grado di strisciare su pareti perpendicolari al terreno e anche a testa in giù. Queste creature sparano raggi laser dalla bocca. Come le Tarantule, anche i Creepers sono dotati di lunghe zampe anteriori. Questi mostri si trovano unicamente nel settore 5.

- Tarantule: presenti dalla seconda stagione. Esseri dal corpo robusto e dalle lunghe e sottili zampe. Si possono mantenere in equilibrio su due zampe, seppur per periodi brevi, e possono sparare dalle zampe anteriori raggi laser in successione veloce e regolare. Il simbolo di XANA al centro del loro muso dalla forma irregolare permette di sconfiggerli, ma talvolta utilizzano le zampe per ripararsi dai colpi.

- Scyphozoa: presente dalla seconda stagione. Dalla forma di medusa, è uno fra i mostri di XANA più temibili e pericolosi. I suoi tentacoli virtuali riescono a estrarre la memoria: infatti, durante la seconda stagione cerca di rubare dalla mente di Aelita la chiave di Lyoko, riuscendosi nell'ultimo episodio; nella terza stagione la ipnotizza per farle distruggere i settori del mondo virtuale. Questo mostro, durante un episodio della seconda stagione, toglie a Yumi la possibilità di uscire da Lyoko e nella terza, quando William arriva su Lyoko, lo cattura con i suoi tentacoli e lo rende malvagio. Analoga sorte tocca ad Aelita in un episodio della quarta stagione: la ragazza cade sotto il controllo di XANA, ma Jeremy rompe l'ipnosi con un nuovo programma. Solitamente lo Scyphozoa non si presenta da solo ma accompagnato da altri mostri che gli fanno da barriera protettiva mentre agisce. Viene distrutto solo una volta da un programma di Jeremy usato per aumentare la potenza degli scudi della Skid.

- Mante volanti: presenti dalla seconda stagione. Esseri volanti dall'aspetto simile alle mante che riescono a sparare raggi laser e a piazzare numerose minuscole mine che, se entrano in contatto con un corpo o fra di loro, esplodono, causando l'esplosione a catena anche delle altre. Sono esseri molto comuni nel settore 5, che tuttavia possono viaggiare e raggiungere gli altri territori. Una di esse è usata da William nella quarta stagione come mezzo di trasporto.

- Kalamar: presente nella quarta stagione. La sua arma principale è un trapano che serve a distruggere la Skidbladnir. È il mostro più grosso dopo il Kolosso, e si trova nel Mare Digitale insieme al Kongre e allo Shark.

- Sharks: presenti nella quarta stagione. Pericolosi mostri dall'aspetto simile agli squali in grado di sparare siluri dalla bocca. La prima apparizione degli Sharks è nell'episodio "L'animo buono del clone".

- Kongre: presenti nella quarta stagione. Dei mostri simili a delle murene che sparano raggi laser dagli occhi. Il simbolo di XANA si trova sul loro corpo blu.

- Kolosso: presente nella quarta stagione. È il più grande e il più pericoloso dei mostri, tanto che può attivare e disattivare le torri. Il Kolosso è fatto di lava incandescente e roccia vulcanica, e dal suo corpo si alzano volute di vapore. Toccando una torre, la attiva. XANA lo crea sommando le energie di tutte le Réplike. È il più difficile da distruggere in quanto possiede due occhi di XANA, uno sulla faccia e uno sul braccio. Se viene colpito il bersaglio sul volto, il Kolosso non viene distrutto, ma solo bloccato temporaneamente; il punto debole è infatti l'occhio sul braccio, che è anche un'arma simile a una lama. Viene eliminato nell'episodio 94 da Ulrich.
- Guardiano: Si tratta di un mostro che appare solo in 2 episodi della prima stagione: "Problemi di Immagine", dove intrappola Yumi e "La Ragazza dei Sogni", dove cattura Aelita. Assomiglia ad una palla di fuoco.

## Personaggi secondari

### Waldo Schaeffer
Waldo Franz Schaeffer ha 56 anni ed è stato un professore di scienze del liceo Kadic. In realtà, egli stava lavorando, sotto il falso nome di Franz Hopper, a un progetto scientifico importantissimo, avviato nel 1990: il progetto Cartagine. Secondo Waldo e sua moglie, Anthéa Hopper, questo progetto sarebbe stato usato per aiutare i paesi poveri come l'Africa, ma gli uomini che gli avevano ordinato di prepararlo volevano in realtà usarlo per scopi militari, in particolare per interrompere le comunicazioni del nemico. Così, scoperta la verità, Waldo decise di abbandonare tutto, ma, mentre preparava la fuga, i terroristi lo scoprirono e ne rapirono la moglie. Dopo una lunga fuga per salvare la figlia Aelita dai nemici, il 6 giugno 1994 Waldo decise di virtualizzarsi su Lyoko, il mondo virtuale da lui stesso creato per distruggere Cartagine, insieme alla figlia. I due assunsero il controllo delle Chiavi di Lyoko, diventandone i padroni assoluti. Questo avvenne dieci anni prima che Jeremy scoprisse il Supercomputer e Lyoko. Nella realtà virtuale, Waldo ha la forma di una sfera di energia bianca. Nella quarta stagione, per salvare Lyoko dalla distruzione imminente per mano di XANA, si sacrifica per permettere a Jeremy di salvare il mondo che aveva creato lanciando il programma multiagente che distrugge XANA e tutte le Réplike.
In Code Lyoko è doppiato da Arnaud Léonard, e da Mathieu Moreau nel solo episodio 82, mentre in italiano da Riccardo Rovatti. In Code Lyoko - Evolution è interpretato da Hugues Massignat.

### Jean-Pierre Delmas
Preside della scuola media Kadic e padre di Sissi. Non sa nulla di Lyoko e, quando talvolta ha scoperto l'esistenza del mondo virtuale, gli è stata cancellata la memoria con il Ritorno al Passato.

### Elisabeth "Sissi" Delmas
Figlia del preside, ama Ulrich ed è nella sua stessa classe (la quatrième). Fa di tutto per conquistarlo e nei suoi piani maligni è aiutata da Nicolas ed Hervé. Odd inoltre la prende spesso in giro in quanto altezzosa e spocchiosa oltreché poco intelligente. A sua stessa insaputa è venuta più volte a conoscenza di Lyoko, ma il Ritorno al Passato ha cancellato tutto. In particolare, scopre il segreto dei ragazzi nell'ultimo episodio, "Ultimo atto", ascoltando il diario di Jeremy e racconta tutto al padre che arriva a credere la figlia pazza anche se la cosa viene sistemata da Jeremy con il Ritorno al Passato facendo dimenticare tutto a Sissi. Nel prequel le era stato proposto di diventare una Guerriera Lyoko, ma ha rifiutato perché aveva paura, allertando invece le autorità in uno dei primi attacchi di XANA cosa che l'è costata la possibilità di essere amica del gruppo. Ha un carattere scorbutico e impertinente e non sopporta di vedere Ulrich con Yumi. Nei romanzi quando Eva Skinner di cui XANA si è impossessato iscrivendola al Kadic vedendo il comportamento strano della nuova arrivata in mensa tenta di prenderla in giro ma XANA la ridicolizza a sua volta chiamando Sissi cameriera facendo andare Sissi fuori di sé il tutto sotto le risate di Odd.

### Hervé Pichon
Compagno di classe e amico di Sissi, innamorato di lei, ma non ricambiato. Sta spesso con lei e con il suo migliore amico Nicolas. Si crede assai intelligente e alquanto bello; è invidioso di Jeremy perché è più intelligente di lui.

### Nicolas Poliakoff
Compagno di classe e amico di Sissi ed Hervè. Sta spesso con loro e, oltre a credersi molto bello e forte, è un gran credulone.

### Jim Morales
È l'insegnante di ginnastica. È insospettito dalle continue assenze che i protagonisti commettono per contrastare XANA e talvolta cerca di seguirli mentre si dirigono alla fabbrica. Nel corso della prima stagione cerca di scoprire il segreto di Jeremy e dei suoi compagni ma dopo aver cercato di inseguire Jeremy che finisce per rompersi una gamba nel tentativo di seminarlo per questo il preside punisce Jim che viene licenziato. Jim successivamente si scusa con Jeremy per l'accaduto e rivela che da tempo vede cose strane credendo di essere diventato pazzo ma Jeremy impietosito capendo che aveva bisogno di aiuto per lanciare il programma per materializzare Aelita rivela a Jim che le cose che ha visto erano reali e grazie a un patto fatto con Jeremy che promette di dire la verità al preside e farlo discolpare e farlo riassumere se l'avesse aiutato Jim accetta di aiutare il gruppo. Venuto a conoscenza dell'esistenza di Lyoko e della situazione attuale si rivela ben disposto a dare loro una mano per sconfiggere XANA tuttavia dopo che il Kadic viene attaccato dai mostri di XANA che ha materializzato sulla Terra Jim non esiterà a correre in loro aiuto per dare loro tempo per fermare l'attacco lanciato da XANA, ma rimane ferito gravemente durante lo scontro e Jeremy per salvarlo dopo che l'attacco è stato fermato da Aelita è costretto a lanciare il Ritorno al Passato salvando in tempo Jim dalle ferite ma cancellandogli la memoria dell'accaduto tuttavia il gruppo successivamente impedisce al preside di licenziarlo e lo ringrazia per quanto ha fatto seppur cripticamente. Una delle sue gag più famose è la frase "preferirei non parlarne", che usa sovente quando gli si chiede riguardo ad uno dei tanti lavori che dice di aver svolto.

### Suzanne Hertz
È l'insegnante di scienze, professoressa preferita di Jeremy. Non sa niente di Lyoko, ma nei romanzi si scopre che aveva dei rapporti lavorativi con Waldo Schaeffer. Nel libro "Il ritorno della fenice" si scopre che la professoressa è l'ex Maggiore Steinback, e che lei stessa aiutò Waldo Schaeffer e Aelita a scappare dall'organizzazione terroristica per cui Waldo lavorava, la Green Phoenix.

## Personaggi minori
- Milly Solovieff e Tamiya Diop: Redattrici del giornalino scolastico estremamente fastidiose e ficcanaso. In un episodio dopo aver scoperto grazie al clone di William l'esistenza di Lyoko giungono al momento giusto nella fabbrica salvando la situazione con l'aiuto del clone ma nonostante ciò Jeremy cancella loro la memoria dell'accaduto.

- Hiroki Ishiyama: Fratello minore di Yumi che spesso crea fastidi alla sorella sottolineando sempre la sua cotta per Ulrich.

- Johnny: Amico di Hiroki, ha una cotta per Yumi pur essendo più piccolo di lei.

- Samantha Knight: Amica di Odd, di cui il ragazzo è innamorato, che appare in solo soli due episodi, l'episodio 23 "Odd Innamorato" della prima stagione e l'episodio finale della terza ""Round Finale", dove appare in una gara di skateboard.

- Patrick Belpois: Cugino di Jeremy e campione di aikidō, che durante la quarta stagione frequenta per breve tempo la scuola Kadic.